# Josi Meier

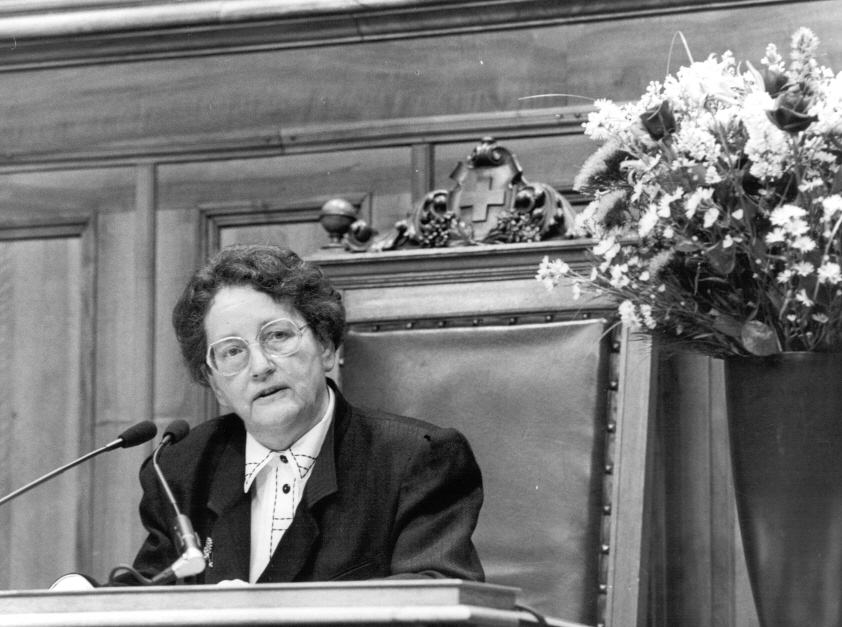
Josi Meier, Ständeratspräsidentin

„Josi“ Josephine Johanna Meier (* 31. August 1926 in Dagmersellen; † 5. November 2006 in Luzern) war eine Schweizer Politikerin (CVP) und 1991/92 die erste Ständeratspräsidentin.

## Biografie
Josephine Johanna Meier wurde in Dagmersellen im Kanton Luzern geboren. Ihre Eltern zogen aus beruflichen Gründen nach Luzern. Sie wuchs in sehr einfachen Verhältnissen auf. In Luzern besuchte sie das Gymnasium und studierte anschliessend Rechtswissenschaft in Genf. 1952 erwarb sie das Anwaltspatent und eröffnete in Luzern ein eigenes Anwalts- und Notariatsbüro. Sie setzte sich ein für Jugendschutz, war Mitglied der Schulpflege und bei der Schweizer Armee Zugführerin in einem Rotkreuz-Detachement.

Josi Meier (1971)

Früh setzte sie sich für Gleichberechtigung und das Frauenstimmrecht ein und wurde nach der Annahme des Frauenstimmrechts 1971 als eine der elf ersten Frauen in den Nationalrat gewählt, dem sie bis 1983 angehörte. Ab 1983 politisierte sie bis 1995 im Ständerat. 1991/92 war sie dessen erste Präsidentin.
Während ihrer Zeit im Nationalrat war sie Vorsitzende der Kommission für auswärtige Angelegenheiten und Mitglied der Delegation im Europarat. Daneben engagierte sie sich vor allem in der Sozial- und Familienpolitik. Während der Fichenaffäre war sie zusammen mit Carlo Schmid Leiterin der parlamentarischen Untersuchungskommission.
1991 verliehen ihr die Universität Freiburg im Üechtland und 1994 die theologische Fakultät der Hochschule Luzern (heute Universität Luzern) die Ehrendoktorwürde. Josi Meier hielt wohl im Jahr 1995 als erste Frau die Festrede der Bundesfeier der Schweizerischen Gemeinnützigen Gesellschaft auf dem Rütli, im Dezember 1995 beendete sie ihre Laufbahn als Parlamentarierin. Sie stellte sich aber weiter für wichtige Aufgaben zur Verfügung wie das Präsidium der Expertenkommission für Sterbehilfe, das Präsidium von Swissimage und die Mitarbeit im Schweizer Fonds für Holocaust/Shoa. 2006 konnte sie im Kreis ihrer Freunde und Bekannten noch ihren 80. Geburtstag feiern.
Im Gegensatz zu den meisten andern National- und Ständeräten hat Josi Meier während ihrer politischen Laufbahn nie ein Verwaltungsratsmandat angenommen. „Andere leisten sich eine Jacht oder ein Pferd, ich leiste mir eine eigene Meinung, das ist etwa gleich teuer“ war einer ihrer Aussprüche.
2016 benannte die Stadt Luzern einen Platz in der Nähe ihres früheren Wohnortes nach Josi Meier.

## Zitat
- „Erst heute begreife ich jene Männer, die mir am Anfang meiner Karriere sagten, die Frau gehöre ins Haus. Recht hatten sie. Die Frauen gehören ins Gemeindehaus, ins Rathaus, ins Bundeshaus.“  Frauensession 1991[6]